# نادية آوسي
نادية آوسي (بالإنجليزية: Nadia Osi)‏ فنانة تشكيلية عراقية مُغتربة. درست فن التصميم الجرافيكي في أكاديمية الفنون الجميلة في جامعة بغداد، حيث تخرجت منها، ثم هاجرت إلى بريطانيا عام 1990 حيث أكملت دراستها ونالت شهادتها بتقدير عالٍ عام 1995.
انتقلت نادية إلى الولايات المتحدة عام 2007، حيث عملت بشغف كبير في الرسم وطورت أسلوبها من الواقعية إلى المدرسة التعبيرية الحديثة. وتتخصص آوسي برسوماتها باستعمال الزيت والأكريليك على الكانفاس وأحيانا تستعمل الألوان المائية.

## أعمالها
تستند أعمالها وموضوعاتها إلى الحارات البغدادية وتفاصيل حياة الناس اليومية في المقاهي والبيوت التي رأتها، بالإضافة للباعة الجائلين ونسوة الأحياء الشعبية. ويستحوذ رسم الشخوص على أغلب اهتماماتها، حيث تشكل محورًا أساسيًا في عملها حيث تتعمق في التفاصيل الدقيقة جدا لشخوصها، وهو الأمر الذي يُميّز رسوماتها ويعطيها طابعًا انفردت به عن غيرها.